# Ханс Георг II фон дер Шуленбург
Ханс Георг II фон дер Шуленбург (на немски: Hans Georg II von der Schulenburg; * 1645; † 1715) е благородник от род фон дер Шуленбург, господари на Бетцендорф, Апенбург, Валслебен в Алтмарк в Саксония-Анхалт.

## Произход
Той е най-малкият син на фрайхер Ахац II фон дер Шуленбург (1610 – 1680) и съпругата му София Хедвиг фон Велтхайм (1607 – 1667). Братята му са Левин Йоахим фон дер Шуленбург (1637 – 1694) и Вернер Рудолф фон дер Шуленбург (1640 – 1668). Сестра му Амалия фон дер Шуленбург (1643 – 1713) се омъжва на 27 октомври 1661 г. в Бетцендорф за Дитрих Херман I фон дер Шуленбург (1638 – 1693). Племенник е на Ханс Георг I фон дер Шуленбург (1613 – 1677).

## Фамилия
Ханс Георг II фон дер Шуленбург се жени за племенницата си Рената София фон дер Шуленбург (1674 – 1743), дъщеря на Дитрих Херман I фон дер Шуленбург (1638 – 1693) и сестра му Амалия фон дер Шуленбург (1643 – 1713). Те имат единадесет деца:
- Шарлота Елизабет (* 26 януари 1698; † 6 декември 1738), омъжена за Фридрих Ердман фон Шьонбург-Пениг (* 20 декември 1683; † 14 декември 1729), внук на фрайхер Волф Хайнрих I фон Шьонбург-Пениг (1605 – 1657) и Юдит Ева Ройс-Бургк (1614 – 1666), и син на граф Волф Хайнрих II фон Шьонбург-Пениг (1648 – 1704) и Юлиана Катарина фон Шьонбург-Фордерглаухау (1643 – 1722)[2]
- Антон Ахац Йоахим (1699 – 1701)
- София Анна (1700 – 1703)
- Рената Хедвиг († 1701)
- Каролина Рената (1702 – 1723)
- София Хенриета (1704 – 1750), омъжена за граф Хайнрих Ото фон Подевилс (* 3 октомври 1695; † 29 юли 1760)
- Георг Антон (* 1706; † 6 декември 1778), граф, женен за маркиза Мария Терезия ле Роа де Валангларт (1706 – 1754); няма деца
- Луиза София († 1707)
- Филипина († 1707)
- Хайнрих Рихард (1708 – 1709)
- Йохана Рихардина (1710 – 1718)